# Horse Jumper of Love
Horse Jumper of Love – amerykański zespół indierockowy z Bostonu w stanie Massachusetts.

## Historia
Horse Jumper of Love wydali swój pierwszy album studyjny, zatytułowany tak samo jak ich nazwa w 2016 roku, który zebrał mieszane recenzje. Singel „Ugly Brunette” z albumu miał swoją premierę w Stereogum, a później pojawił się w serialu Songs We Missed od NPR Music. 8 marca 2017 roku zagrali sesję na żywo dla Audiotree. W kwietniu 2017 roku ponownie wydano album Horse Jumper of Love na 12-calowym winylu wraz z wcześniej niepublikowanym dodatkowym utworem „Orange Peeler”. Zespół miał także premierę pierwszego singla z albumu „Poison” za pośrednictwem magazynu The Fader – wraz z teledyskiem wyreżyserowanym przez Ty Uedę. W kwietniu 2019 roku ogłoszono że, zespół będzie grać na kilku koncertach debiutanckiej trasy slowcore'owego zespołu Dustera po wschodnim wybrzeżu Stanów Zjednoczonych.

## Dyskografia

### Albumy studyjne
- Horse Jumper of Love (2016)
- So Divine (2019)
- Natural Part (2022)

### Albumy koncertowe
- Horse Jumper of Love on Audiotree Live (2017)

### Kompilacje
- Demo Anthology (2016)

## Członkowie zespołu
- Dimitri Giannopoulos – gitara, główny wokal
- John Margaris – bas, wokal wspomagający
- Jamie Vadala-Doran – perkusja